# Répertoire des droits celés
Dans l'ancienne organisation française des services de l'Administration de l'Enregistrement, des Domaines et du Timbre le  terme droit celé désignait l'impôt qui aurait été perçu lors d'une mutation taxable si celle-ci avait été déclarée (exemple, déclaration de succession non souscrite).
À côté de ces droits non déclarés, il y avait aussi les droits fraudés : dissimulation du véritable caractère d'un contrat (vente cachant une donation ou l'inverse) ou minoration de la base taxable déclarée (insuffisance de prix). Cette recherche donnait lieu, par précaution contre la concussion des commis de la Ferme générale, à une manutention spéciale dans les bureaux de contrôle.
À partir de 1866 et jusqu’en 1970, ces bureaux d’Enregistrement sont chargés de la rédaction d'un répertoire général. Ce dernier est composé de deux ensembles : le répertoire des droits celés et le fichier général.
Le fichier général est constitué de fiches individuelles nominatives sur lesquelles on trouve les références nécessaires pour naviguer dans le répertoire des droits celés. Dans ce dernier on trouve principalement la nature des actes enregistrés par personne et leurs dates. Ce répertoire se présente sous forme de cases numérotées en continu.
Le répertoire général est particulièrement précieux pour les généalogistes, notamment pour la recherche d’inventaires après décès, car il offre une vue globale sur tous les biens qu’une personne a acquis ou récupéré au cours de sa vie. En effet, il recense chronologiquement les enregistrements effectués pour un même patronyme (homme, femme, enfant mineur) dans le ressort du bureau : actes et déclarations de mutation, baux concernant les immeubles, créances, obligations, actions nominatives, parts d’intérêt des sociétés industrielles, commerciales et civiles, contrats de mariage, testaments, donations et dispositions éventuelles.
Le registre était chronologique mais à la fin était (normalement) dressée une table alphabétique des affaires.
On distinguait ainsi depuis le XVIIIe siècle des registres dans lesquels le receveur ou le contrôleur mentionnait par écrit les affaires suspectes de celement avec consignation par écrit du nom des parties et désignation des biens, des valeurs et des droits celés éventuellement. Le nom de ces registres  variait suivant les époques et les lieux. Exemple:
Registre des droits douteux: rien n'est encore sûr. S'il y a abandon de l'affaire, mention marginale détaillée des motifs.
Registre des découvertes : l'affaire est vraisemblable. Consignation des motifs et mention de la correspondance, des recherches, de l'attitude du redevable.
Registre des droits certains : accord du contribuable (soumission) ou jugement favorable. Mentions relatives au recouvrement des droits celés.
Ces registres étaient soumis au visa périodiques des vérificateurs du bureau  et les motifs de l'abandon de l'affaire devaient être explicités. À partir de 1866 fut utilisé un système plus complexe, nommé officiellement "Répertoire général des enregistrements et déclarations pour servir à la recherche des droits celés", mais le registre des découvertes subsista et fut tenu jusqu'au 31 décembre 1969.